# Acroporium adspersum
Acroporium adspersum är en bladmossart som beskrevs av Brotherus 1925. Acroporium adspersum ingår i släktet Acroporium och familjen Sematophyllaceae. Inga underarter finns listade i Catalogue of Life.